# Michal Palkovič
Michal Palkovič (ur. 11 czerwca 1974 w Bratysławie) – słowacki patomorfolog, histopatolog i nauczyciel akademicki, w 2023 minister zdrowia.

## Życiorys
W 1999 ukończył studia medyczne na Uniwersytecie Komeńskiego w Bratysławie. Doktoryzował się na tej samej uczelni z anatomii patologicznej i medycyny sądowej w 2006. Uzyskał również magisterium w zakresie zdrowia publicznego na uczelni VŠZaSP w Bratysławie. Specjalizował się w zakresie patomorfologii (specjalizacja I stopnia w 2002 i II stopnia w 2010). Jako nauczyciel akademicki związany od 1999 z macierzystą uczelnią, a od 2010 również z Uniwersytetem Świętych Cyryla i Metodego w Trnawie. W 2006 został histopatologiem w szpitalu uniwersyteckim w Bratysławie. W 2005 podjął pracę jako lekarz wykonujący sekcje zwłok w ÚDZS, urzędzie nadzoru opieki zdrowotnej. W 2012 został kierownikiem sekcji medycyny sądowej i anatomii patologicznej, a w 2022 zastępcą prezesa tego urzędu.
W marcu 2023 objął funkcję sekretarza stanu w ministerstwie zdrowia. W maju tegoż roku stanął na czele tego resortu, wchodząc w skład technicznego rządu Ľudovíta Ódora. Funkcję ministra pełnił do października tego samego roku.